# Arado Ar 232
L'Arado Ar 232 (en alemany, Tausendfüßler, traduïble com a «milpeus»), de vegades també anomenat Tatzelwurm (un animal mitològic alpí), era un avió polimotor de càrrega, dissenyat i construït per Arado Flugzeugwerke durant la Segona Guerra Mundial. Fou ideat per mor de substituir el Junkers Ju 52/3m i se'n van construir molt pocs.

## Disseny i desenvolupament

### Disseny
El disseny de l'Ar 232 es el resultat la licitació del Reichsluftfahrtministerium (Ministeri de l'Aire alemany, RLM) feta a finals del 1939 per a substituir el transport Ju 52/3m. Tant a Arado com a Henschel se'ls va demanar dissenys de càrrega posterior propulsats per dos motors radials BMW 801 A/B de 1.600 CV, que tot just acabaven d'entrar en producció de prototips i que no s'usaven en cap disseny de primera línia. El disseny d'Arado va superar a Henschel després d'un examen dels plànols, i el 1940 el RML va ordenar tres prototips.
Wilhelm van Nes va dirigir el disseny de l'Ar 232. Va començar a la zona de càrrega, amb una badia directament darrere de la cabina, que tenia 6,6 m de llarg per 2,3 m d'ample i 2,0 m d’alçada. Els dissenys típics dels avions de transport de l'època utilitzaven una porta lateral per accedir-hi, però l'Ar 232 utilitzava portes accionades hidràulicament a la part posterior de la badia amb una rampa per permetre l'accés dins de la bodega. La cua elevada permetia carregar i descarregar l'Ar 232 més ràpidament que altres dissenys.
Per a un rendiment STOL, l'Ar 232 incorporava el disseny d'Arado de flap corregut per a tota la superfície posterior de l'ala. Fins i tot amb un pes total de 16.000 kg, podia enlairar-se en 200 m. Aquesta distància es podria reduir encara més mitjançant unitats de propulsió RATO Starthilfe per a l'enlairament.
Operada normalment per una tripulació de quatre, el pilot era l'únic membre sense dos rols. El navegador operava una metralladora MG 131 de 13 mm al morro, l'operador de ràdio un canó de 20 mm MG 151 en una torreta giratòria al sostre i el mestre de càrrega una MG 131 que disparava per la part posterior de la badia de càrrega per sobre de les portes de càrrega.

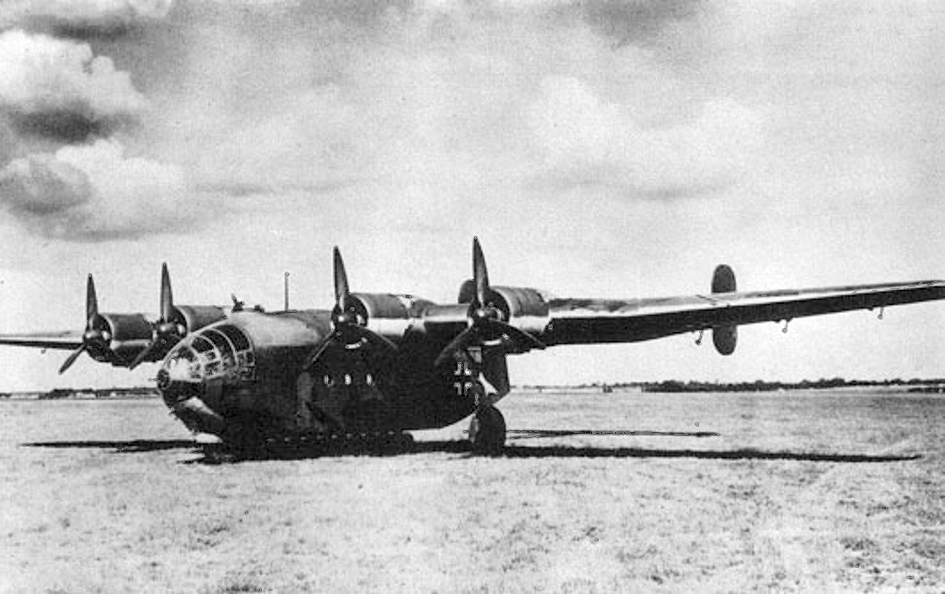
Arado Ar 232B-0 reposant sobre el tricicle principal i les rodes auxiliars.

#### Disseny del tren d'aterratge.
La característica més destacada de l'Ar 232 era el tren d'aterratge. Per operar en pistes preparades utilitzaven un tren d'aterratge principal en disposició de tricicle. Aquestes tres rodes eren retràctils en posició de vol i modificant hidràulicament la distància a terra de les rodes podien acostar el fuselatge a prop de la pista i reduir així l'angle de la rampa. Un conjunt addicional d’onze rodes agermanades més petites i no retràctils per banda, muntades al llarg de la línia central ventral del fuselatge des de darrere de la roda del morro semi-retràctil fins al límit posterior de l’ala, servien per a donar un suport addicional quan operava en pistes no preparades. Aquesta curiosa disposició li va portar el sobrenom de “milpeus”. Durant el vol, El tren d'aterratge alar plegava completament cap a l’interior de les ales, mentre que les rodes de suport fixes es mantenien exposades i la roda del morro només es va plegava parcialment exposant la meitat inferior de la roda.

#### Desenvolupament
Fins i tot abans que s'acabessin els prototips el 1941, Al projecte Focke-Wulf Fw 190 se li va destinar l’ús del BMW 801 A/B però la producció del BMW 801 era insuficient per satisfer aquesta nova demanda i l'Ar 232 es va veure obligat a utilitzar un altre motor. Al final, es va seleccionar el BMW Bramo 323 Fafnir de nou cilindres, procedents de les aeronaus Focke-Wulf Fw 200 com a opció alternativa, ja que ja estava en producció i podria complir els requisits si l'Ar 232 substituís realment el Ju 52/3m en servei. Així doncs els dos primers prototips Ar 232A eren bimotors amb el BMW 801 A/B, i el tercer i un quart acabat d’ordenar com el Ar 232B es redissenyarien com quatrimotors amb la nova motorització.

##### Ar 232A
Els dos primers prototips, que portaven els codis alfabètics GH + GN i VD + YA respectivament, van començar els assajos a principis de 1941. El primer vol va suposar el col·lapse de tren d'aterratge del morro, però les vint-i-dues "rodes milpeus" van salvar l'avió de danyar-se. Es van construir unes deu màquines de pre-producció que van ser utilitzades operativament com a Ar 232A-0 a l'espera de versions de producció. En general, l'Ar 232 va superar per complet el Ju 52/3m. Va portar aproximadament el doble de càrrega a distàncies més llargues, va operar des de pistes més curtes i camps més aspres, si es necessitava, i podia volar uns 70 km/h més ràpidament.

##### Ar 232B
El programa Ar 232B va continuar al mateix temps. Amb la motorització de 4 BMW Bramo 323 que substituïen els 2 BMW 801 A/B. Amb cada Bramo 323 la potència va augmentar de 2.386 kW (3.200 CV) a 3.580 kW (4.800 CV). Aquest canvi també requeria que l'ala s'estengués lleugerament. El pes addicional dels motors Bramo també va moure cap endavant el centre de gravetat, que es va compensar estenent la zona de càrrega un altre metre, afegint més capacitat de càrrega que podia transportar internament.
Es van ordenar dos prototips de quatre motors el V3 i el V4, el V3 que van volar per primera vegada el maig de 1942. Després es van ordenar uns deu més com a Ar 232B-0 i es van utilitzar àmpliament en un paper operatiu. Tot i això, aquesta va ser l'única ordre de construcció, ja que la Luftwaffe va donar a la producció d'avions de transport una prioritat molt baixa. Molts dels produïts van ser utilitzats per Arado per transportar peces d’avions entre les seves fàbriques i no van veure el servei de primera línia.
També es van fer plans per substituir part de les ales i els controls de les superfícies amb versions en fusta per tal d'estalviar alumini. Originalment conegut com el Ar 232C, el disseny va continuar i es va tornar reanomenar Ar 432. Finalment es van posar en marxa els plans per iniciar la producció a l'octubre de 1945, però la guerra va acabar sense que es produís ni un prototip. Dues versions encara més grans planificades, l'Ar 532 i la Ar 632, gairebé haurien doblat l'amplitud fins a 60 m, tan gran com el disseny del hidroavió Blohm & Voss BV 238, motoritzats amb 6 motors.